# Abüdosz (Egyiptom)
Abüdosz (ógörögül: Άβυδος; eredeti ókori egyiptomi neve 3bḏw [Abdzsu], arabul Abidusz vagy Arabat el-Madfune) település Felső-Egyiptomban, Kairótól körülbelül 600 kilométerre délre, a Nílus nyugati partján.
A thiniszi kerületben fekvő Abdzsu az ókori Egyiptom egyik leghíresebb szent városa volt, temetőit a predinasztikus kortól a római időkig használták. Ezek közül legfontosabb Peker, a mai Umm el-Kaáb. I. e. 3300 körül Abdzsuban is kialakult egy Nehenhez és Nubithoz hasonló államkezdemény. A Gebel Tzsauti sziklarajzai alapján jelenleg úgy gondolja az egyiptológia, hogy Nehen és Abdzsu küzdelmei során a két terület egyesült, majd közös erővel legyőzték Nagadát is. Az uralkodói székhely Nehenből Abdzsuba került, de nem tudni, hogy a neheni uralkodók költöztek Abdzsuba, vagy új uralkodóház vette át a hatalmat. Ugyanebben az időben a nagadai T-temető elszegényedik. I. Skorpió sírja az első ismert királytemetkezés az abdzsui temetőkörzetben, talán vele kezdődik a 0. dinasztia korszaka. Ettől kezdve – az I. dinasztia három uralkodóját leszámítva – a királyok itt temettették el magukat.
Az Umm el-Kaáb temetőt Haszehemui, a II. dinasztia utolsó uralkodója használta utoljára. A III. dinasztia királysírjai már Alsó-Egyiptomban találhatók. Ez időben a temető védnöke Hentiamentiu, a sakálisten („a nyugatiak legelsője”), aki később Ozirisz istennel azonosult.
A város a Deltából származó Ozirisz kultuszának központja lett a mítoszok egyesítése után. Ozirisz és Széth történetének egyik színhelye volt, a hagyomány szerint, amikor Széth darabokra szabdalta Oziriszt, itt temették el a fejét. S mivel Oziriszt a földöntúli ítélet bírájaként tisztelték, a halandók az ő sírja közelében akartak nyugodni, vagy ha hazai földön választották ki sírjuk helyét, haláluk előtt, ha módjuk volt, ellátogattak Abüdoszba Ozirisz sírjához, hogy maguk és családjuk nevében fogadalmi sztéléket helyezzenek el. Ha életükben nem volt módjuk erre a zarándoklatra, hitük szerint haláluk után, de sírba helyezésük előtt még mindig megtehették. A thébai sírokban számtalan kép látható, amelyeken a halott feleségével együtt evezős hajón Abüdoszba utazik.
A városban évente egyszer misztérium-játékokat adtak elő, Upuaut, az „utak megnyitója” vezetésével körmenetben vitték Ozirisz szobrát a templomba, a Széth-híveket alakítók megtámadták a körmenetben résztvevőket, de azok visszaverték őket. A templomban titokban eljátszották Ozirisz meggyilkolását, a darabokra vágott test összeillesztését és bebalzsamozását, majd halotti menetben vonultak a templomból a sírhoz. A dráma harmadik jelenete a Nílus csatornájánál játszódott. Itt Hórusz, Ozirisz fia legyőzte ellenségeit, Ozirisz feltámadt, s visszatért a templom szentélyébe. További részletek nem ismertek, de Hérodotosz leírása szerint „az áldozat éjszakáján az egész városban lámpák égtek, azt jelképezve, hogy Ízisz keresi Ozirisz testének darabjait”.
Ozirisz kultuszához kapcsolódnak az uralkodói és magánjellegű kenotáfiumok, amelyek az isten sírjának közelében biztosítottak jelképes nyughelyet építtetőiknek. A XIII. dinasztia idején (i. e. 18–17. sz.) az Ozirisz-kultusz újabb virágkora volt, az uralkodók álsírokat emeltettek itt maguknak. I. Szenuszert uralkodása alatt egy Mentuhotep nevű építész újjáépítette Ozirisz feltételezett sírját. Dzser fáraó sírját a Középbirodalom korától Ozirisz sírjának tartották, a XIII. dinasztia idején megnyitották a zarándokok előtt, új lépcsőt építettek hozzá, elhelyeztek benne egy Ozirisz-szobrot. Ennek alapján első feltárója, Émile Amélineau az O-sírt a történeti Ozirisz sírjának tartotta, sőt Haszehemui sírját – a szerehjén egyszerre megjelenő Széth és Hór alapján – a fia és testvére nyughelyének. III. Szenuszert álsírja egyes feltevések szerint a király valódi sírhelye volt, amivel nem csak a kortársakat, de a modern egyiptológiát is sokáig megtévesztette és az Ozirisz-kultusz tetőpontját jelenti.
I. Ramszesz új kápolnát, I. Széthi ünnepi templomot építtetett, melynek falán található az abüdoszi királylista. Még az i. e. 6. században, II. Uahibré király is építtetett egy kis kápolnát Dzser király sírja mellett.
Ozirisz jelentősége a Ptolemaiosz-korban csökkent, helyét Szerapisz vette át. Abüdosz a hellenisztikus korban már romokban hevert.
A város 2003 óta a világörökség javaslati listáján szerepel.

## Látnivalók
I. Széthi ünnepi temploma
I. e. 1300 körül épült. Auguste Mariette ásatásainak nagy részét a templom megtisztítása tette ki.
I. Széthi kenotáfiuma
II. Ramszesz temploma